# Amt Meinersen

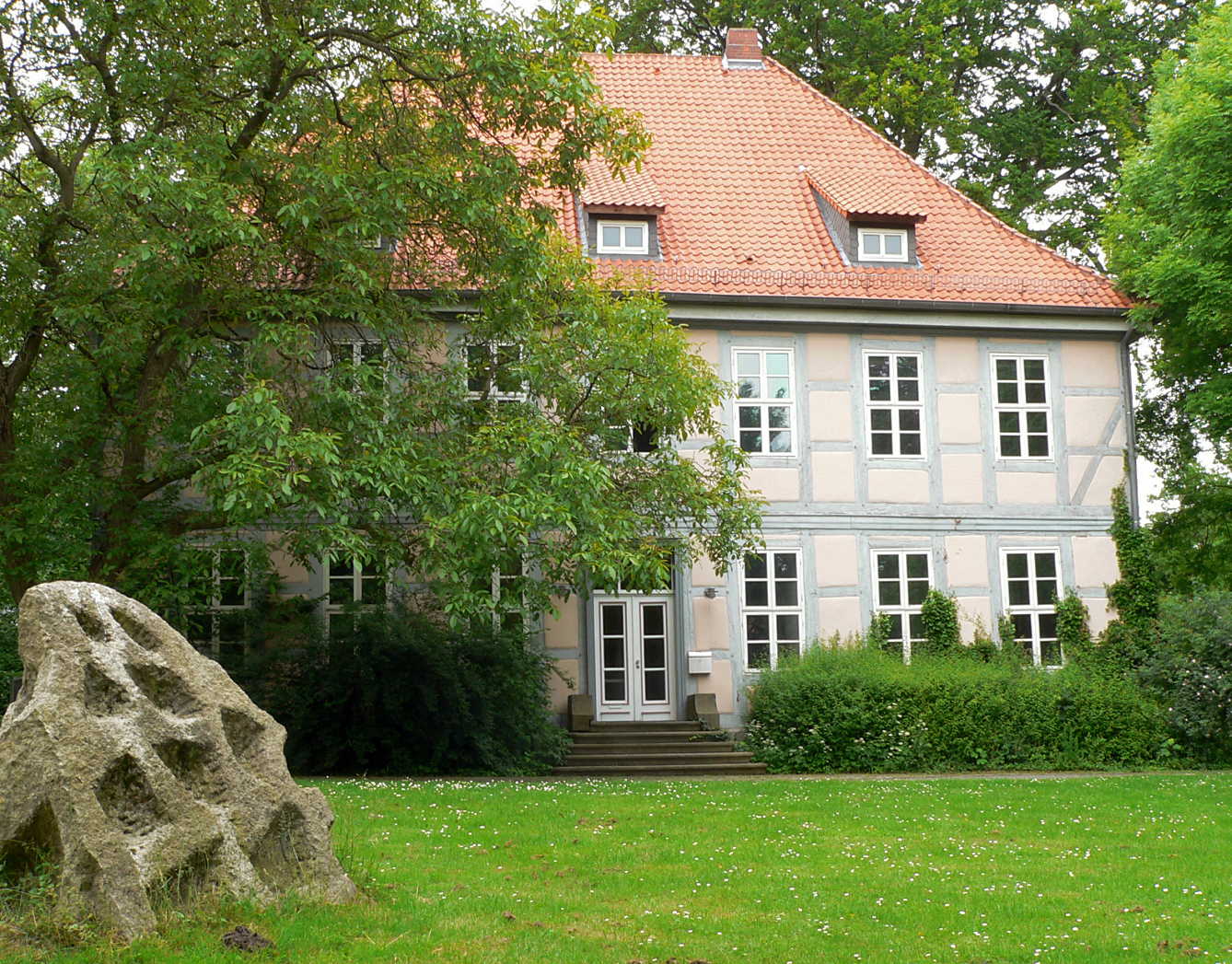
Das ehemalige Amtshaus (jetzt Künstlerhaus) in Meinersen

Das Amt Meinersen war ein historisches Verwaltungsgebiet des Fürstentums Lüneburg, später des Königreichs Hannover bzw. der preußischen Provinz Hannover. Übergeordnete Verwaltungsinstanz war die Landdrostei Lüneburg.

## Geschichte
Meinersen ist seit dem 12. Jahrhundert als Sitz eines Edelherrengeschlechts nachgewiesen, das sich nach der dortigen Burg Meinersen nannte und Ansätze zur Herausbildung einer Territorialherrschaft entwickelte. Seit dem 13. Jahrhundert wurden die Edelherren von Meinersen zunehmend durch die Welfen verdrängt. Die Burg Meinersen fiel 1316 an Herzog Otto II. von Braunschweig und Lüneburg und wurde zum Zentrum eines welfischen, ab 1512 endgültig lüneburgischen Amts, das bis 1532 mehrfach verpfändet war.
Bei der Trennung von Justiz und Verwaltung 1852 wurde die Vogtei Uetze abgetrennt und dem Amt Burgdorf zugeschlagen. 1859 wurden Teile des aufgehobenen Amts Eicklingen eingegliedert. Zugleich fiel das Dorf Eixe an das Amt Peine. Noch im selben Jahr wurden die Kirchspiele Nienhagen, Wathlingen und Wienhausen des früheren Amts Eicklingen in das Amt Celle umgegliedert. Ab 1867 bildete das Amt Meinersen mit den Ämtern Fallersleben, Gifhorn und Isenhagen sowie der amtsfreien Stadt Gifhorn den (Steuer-)Kreis Gifhorn. Die Amtsgeschäfte wurden seit 1883 vertretungsweise durch den Amtmann in Peine wahrgenommen. Bei Einführung der Kreisverfassung 1885 wurde das Amt Meinersen aufgehoben und seine Gemeinden wurden auf die Kreise Burgdorf, Celle, Gifhorn und Peine verteilt.

## Gemeinden
Bei seiner Aufhebung (1885) umfasste das Amt folgende Gemeinden:
- Abbensen
- Ahnsen
- Alvesse
- Ankensen
- Blumenhagen
- Böckelse (*)
- Bröckel (*)
- Dedenhausen
- Dieckhorst
- Eddesse
- Edemissen
- Eickenrode
- Eltze
- Fernhavekost (*)
- Flettmar (*)
- Höfen
- Hohnebostel (*)
- Langlingen (*)
- Meinersen
- Mödesse
- Müden (Aller) (*)
- Nienhof (*)
- Oedesse
- Ohof
- Päse
- Plockhorst
- Rietze
- Seershausen
- Stederdorf
- Voigtholz
- Wehnsen
- Wendesse
- Wiedenrode (*)
- Wipshausen

(*) aus dem früheren Amt Eicklingen
- Karte mit allen verlinkten Seiten:
- OSM |
- WikiMap

## Amtmänner
- 1815–1852: Carl Johann Georg von Düring, Drost, ab 1826 Oberhauptmann[2]
- 19. Jh.: Carl Jakob Kotzebue (1793–1873), Amtmann
- 1853–1877: Conrad Eggers, Amtmann
- 1877–1882: Ludolf Freiherr von Uslar-Gleichen, Amtmann
- 1882: Ernst Mejer
- 1883–1885: Bernhard Baurschmidt, Amtmann in Peine